# Èze
Èze ("Eza" trong tiếng Ý) là một xã ở tỉnh Alpes-Maritimes, vùng Provence-Alpes-Côte d’Azur ở đông nam nước Pháp.

## Hình ảnh

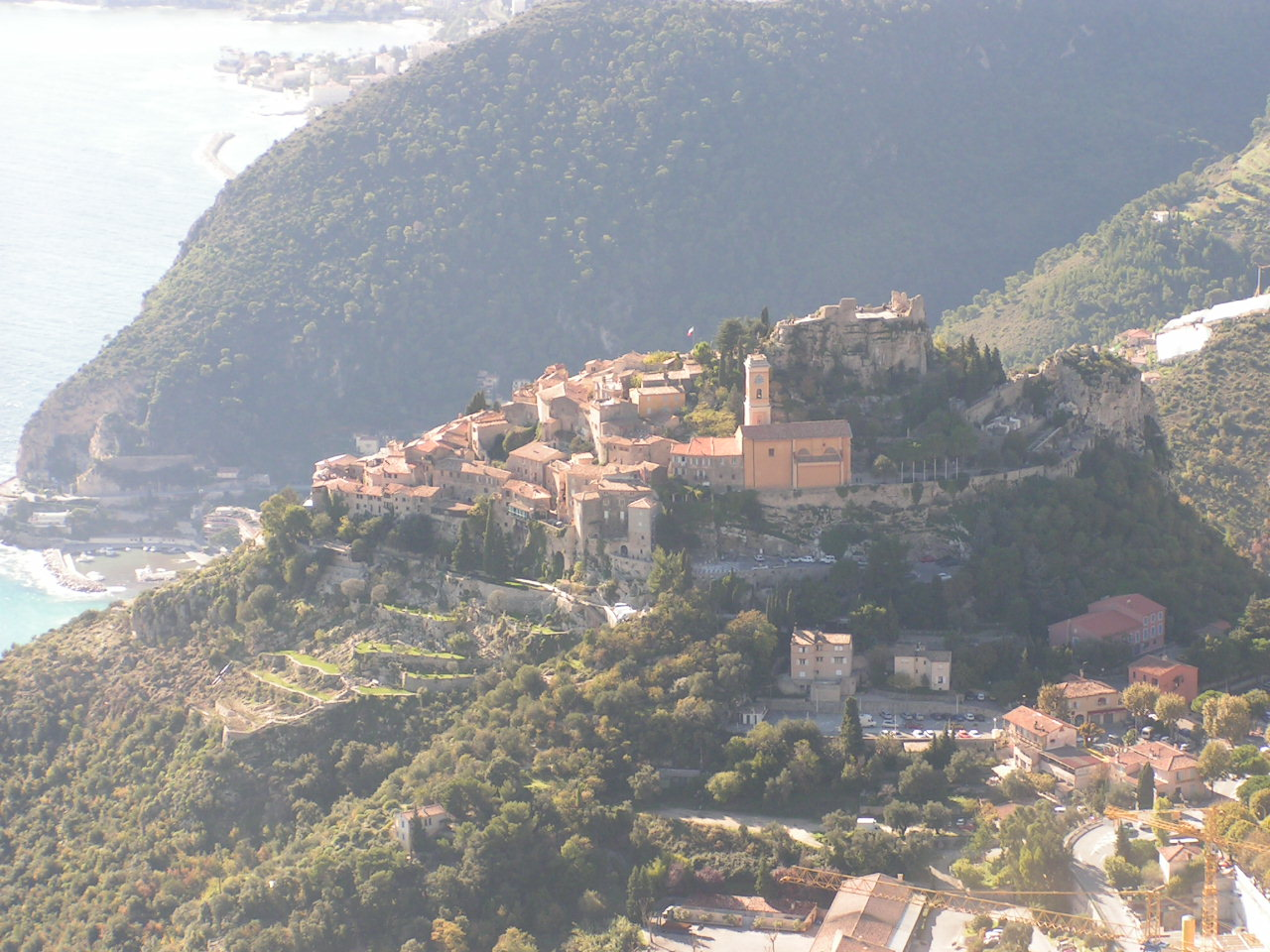
The old city of Eze on top of a hill
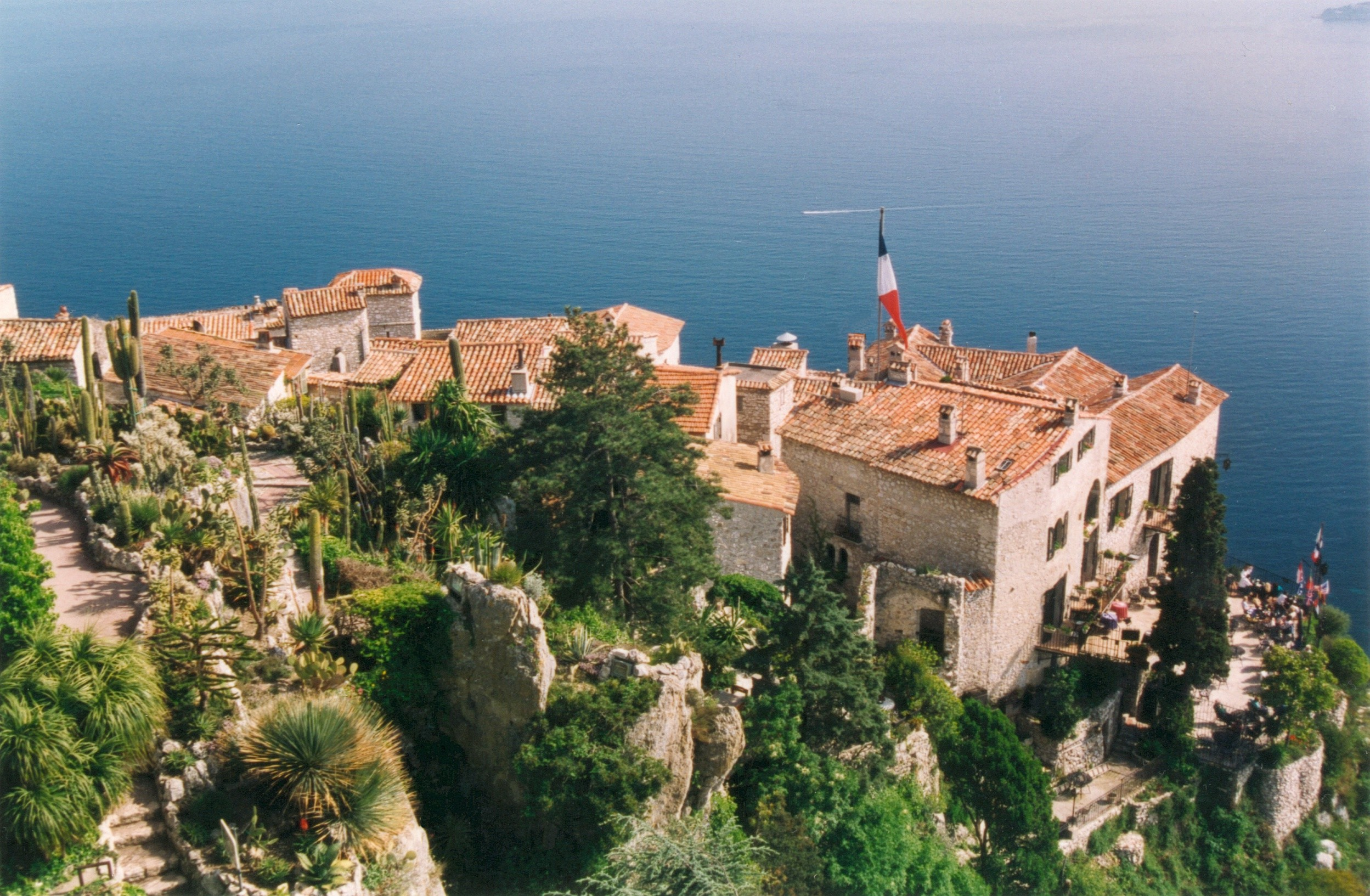
View of Èze from the Exotic Garden
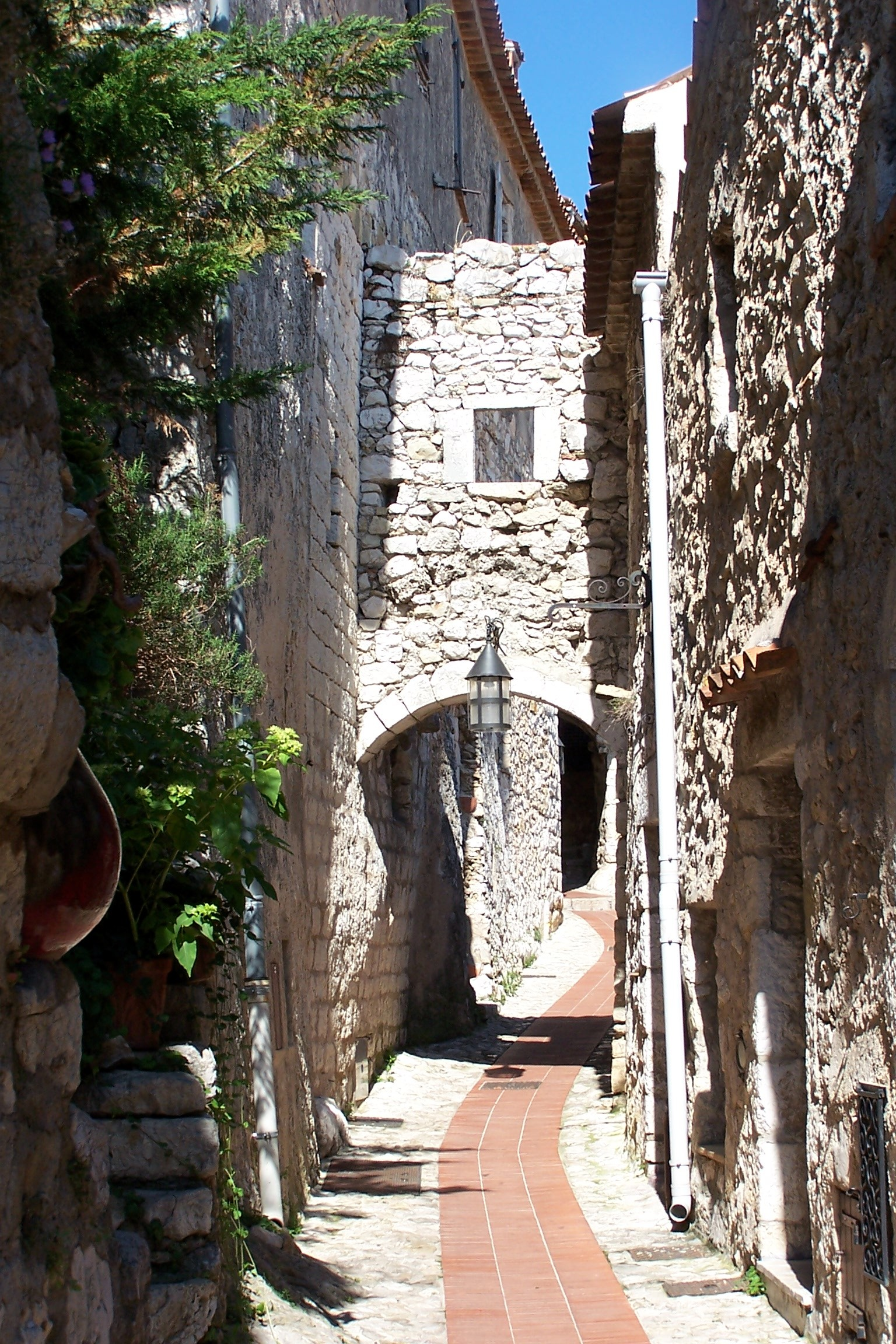
A typical street
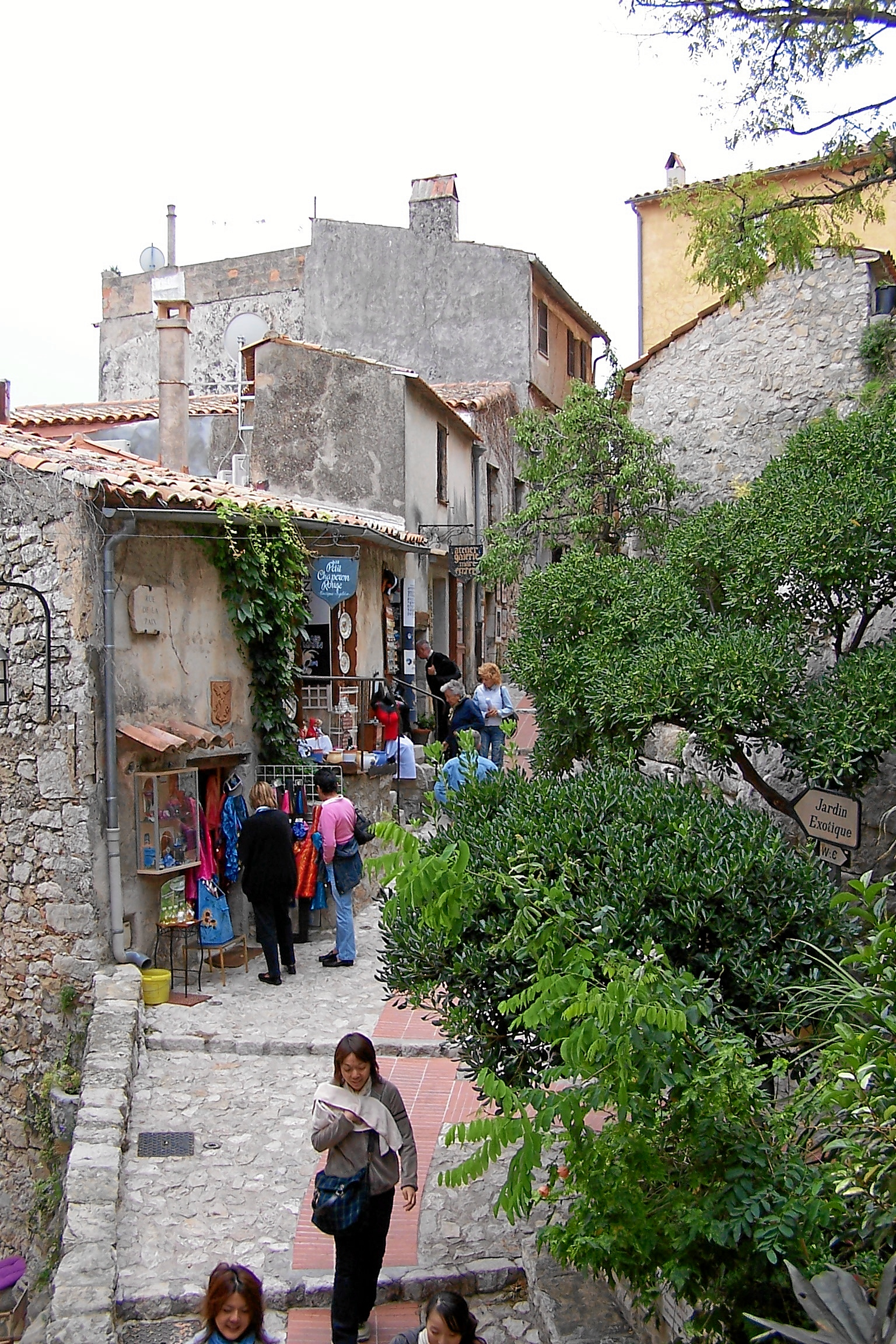
Typical street and houses
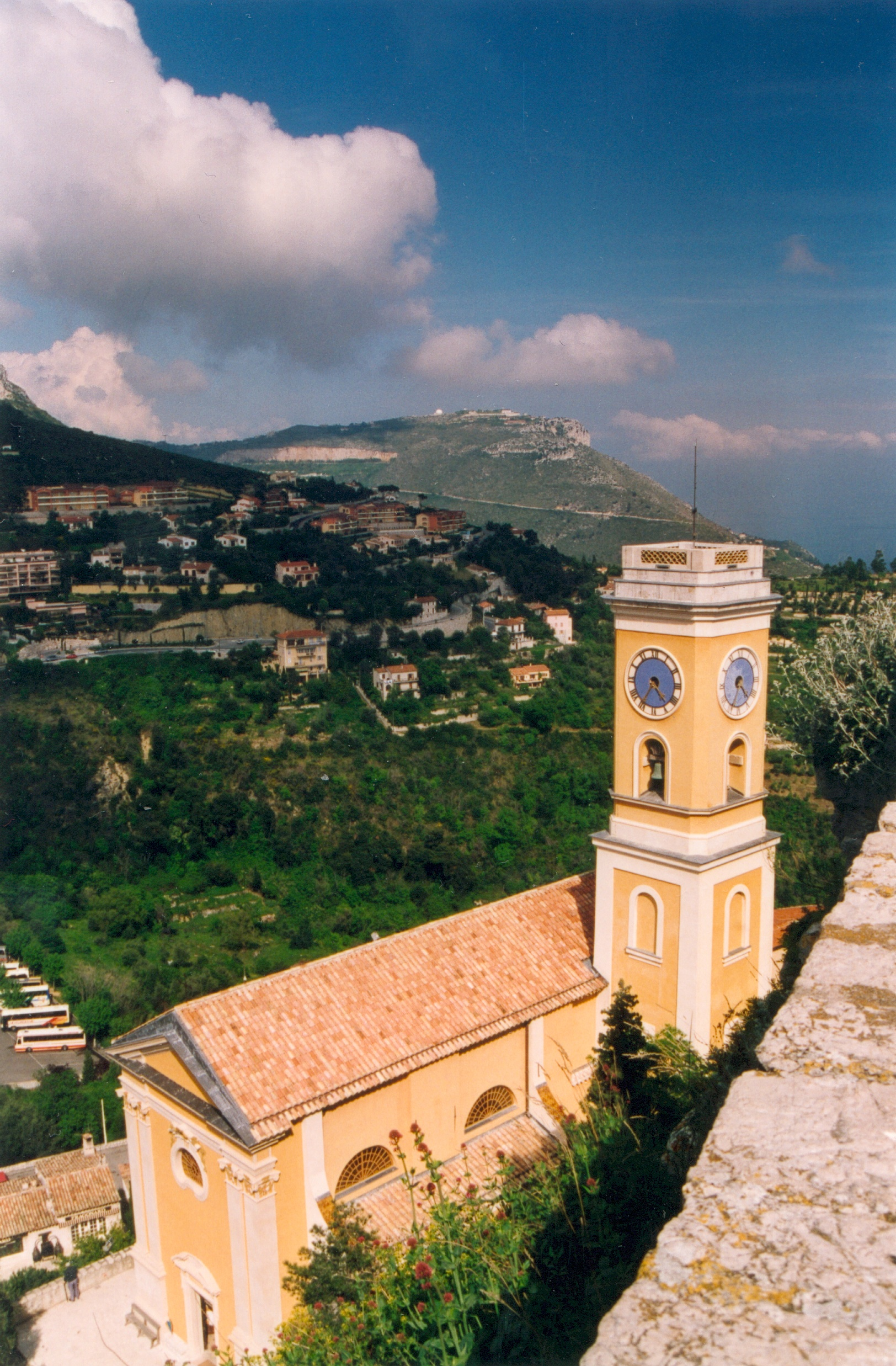
The Church of Èze (Notre Dame de l’Assomption)
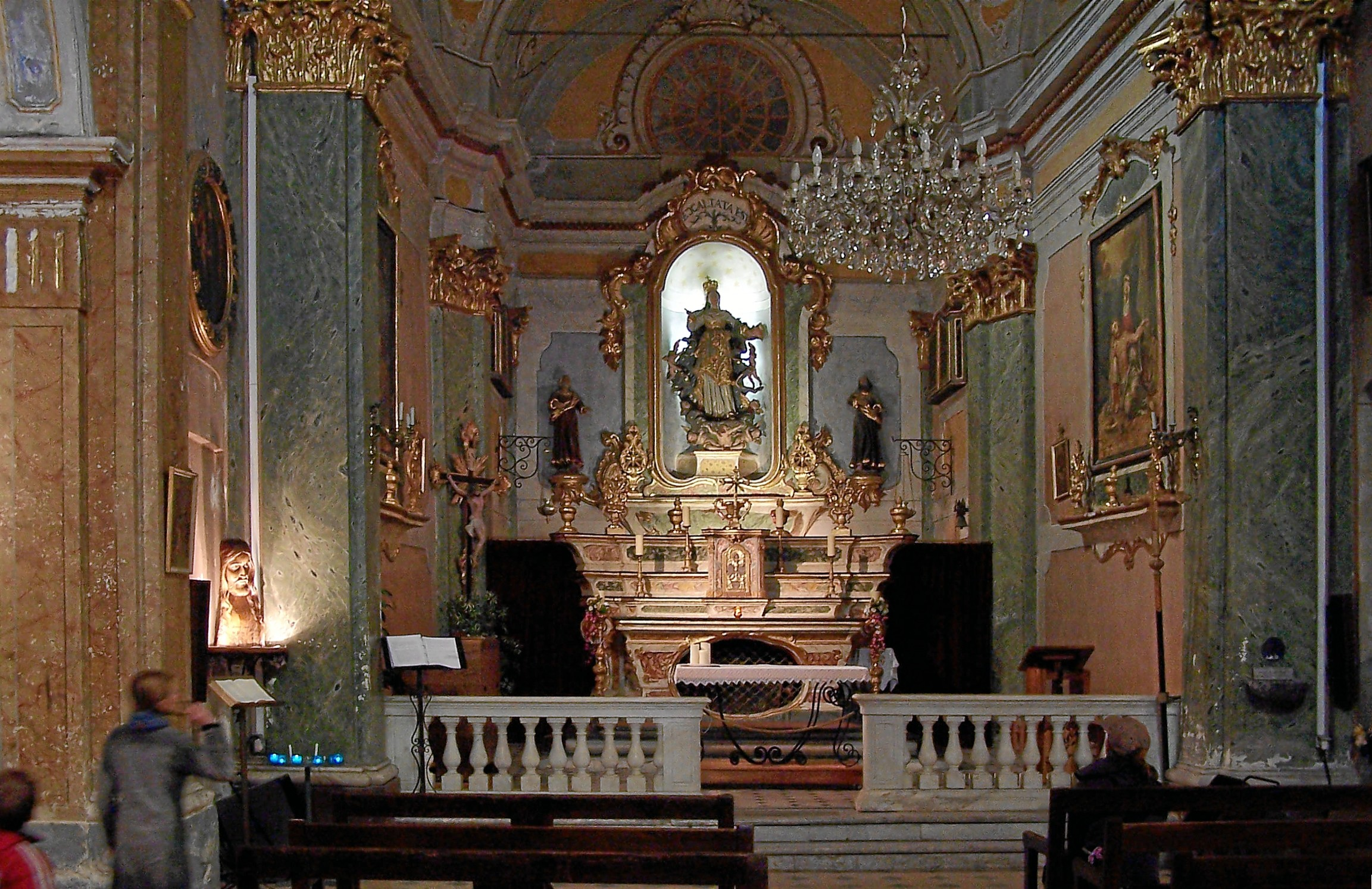
Inside the Church
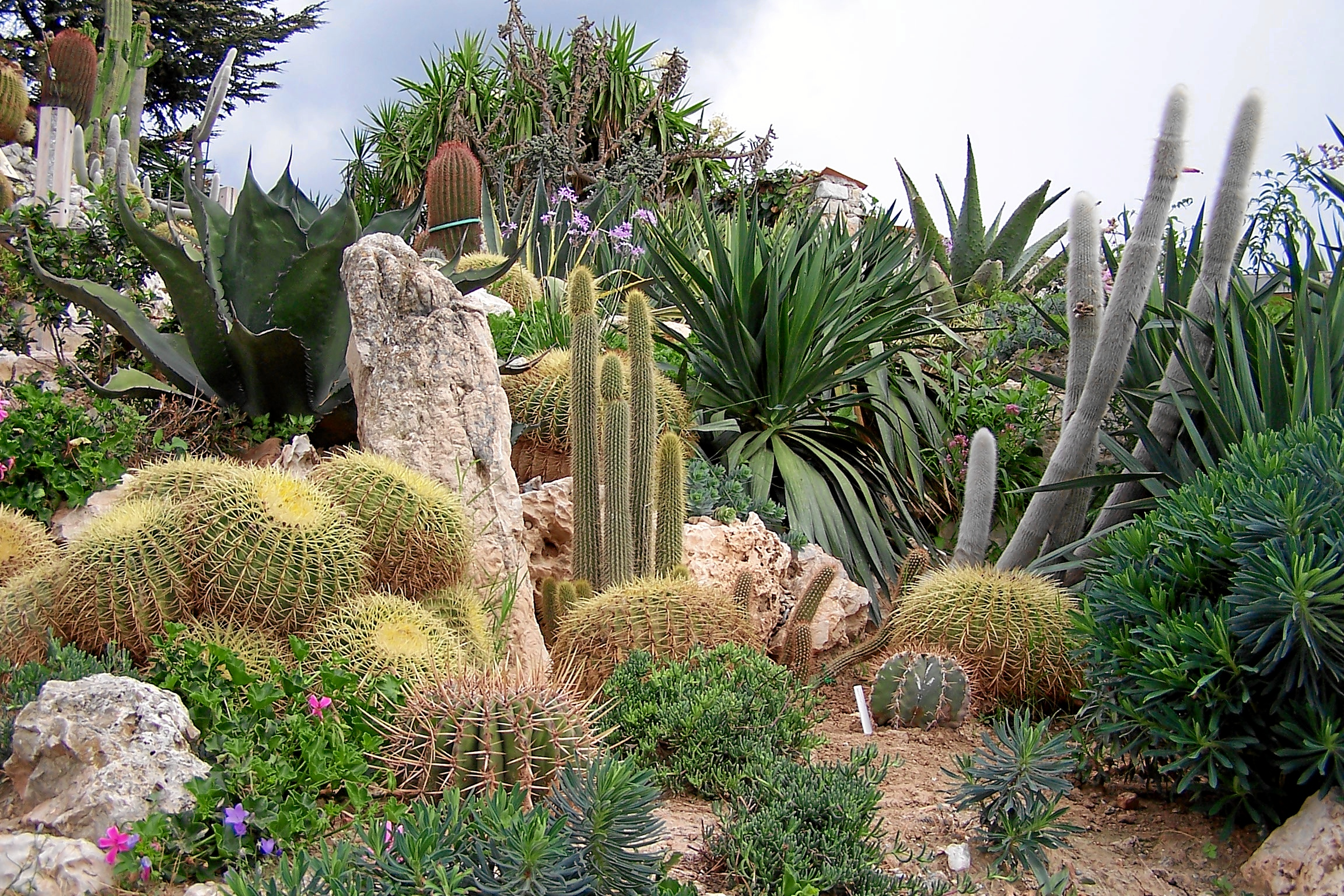
The Exotic Garden
View from Èze toward Cap FerratView from Èze toward Cap Ferrat